# Michiel Carree
Michiel Carree of Michiel Karé (Den Haag, 21 september 1657 – Alkmaar, 5 oktober 1727) was een kunstenaar uit de Nederlandse Gouden Eeuw, bekend als kunstschilder.

## Biografie
Carree werd geboren in Den Haag. Zijn vader Franciscus Carree was afkomstig uit Antwerpen. Hij leerde de eerste beginselen van de schilderkunst van zijn oudere broer Hendrik Carré, om daarna leerling van Nicolaas Berchem te worden. Voor zijn stijl liet hij zich inspireren door het werk van Gabriel van der Leeuw. Hij werkte in Amsterdam van 1686 tot 1692. In de periode 1692 en 1695 verbleef hij in Engeland, waar hij kennis maakte met Pieter Gerritsz. van Roestraeten. Zijn werk was in Engeland niet populair. Na de dood van Abraham Begeyn werd hij in 1697 uitgenodigd om te werken aan het hof van Frederik van Pruisen. Na de dood van Frederik keerde hij in 1713 terug naar Nederland om te gaan werken in Alkmaar. Kort voor zijn dood in 1728 werd hij lid van het Alkmaarse gilde (1725).
Carree trouwde in 1686 in Amsterdam met Anthonia Steen. Uit dit huwelijk zijn vier kinderen bekend. Francois (1688) en Pieter (1691) werden in Amsterdam geboren. Zijn dochter Alida Carree en zijn zoon Hendrik Carree III (gestorven in 1726 in Den Haag) werden ook kunstschilder.

## Kunst
Carrée verwierf faam met zijn portretten van vooraanstaande personen, evenals met zijn dieren- en landschapschilderijen. Vooral zijn Italianiserende landschappen met herders maakten hem bekend. Daarnaast maakte hij minstens drie voorstellingen van De verkondiging aan de herders. Zijn gesigneerde werken worden doorgaans gedateerd tussen 1680 en 1700. Zijn manier van schilderen zou met name het beste tot zijn recht komen als decoratie van grote ruimten. Hij werkte daarom ook als behangselschilder (decorateur). Tevens was hij kopergraveur en tekenaar. Werken van hem hangen in het Herzog Anton Ulrich Museum in Braunschweig en het Museum Boijmans Van Beuningen in Rotterdam. Hij was de leraar van Johannes Visscher. Als schilder had hij invloed op Jaap Stockmann.

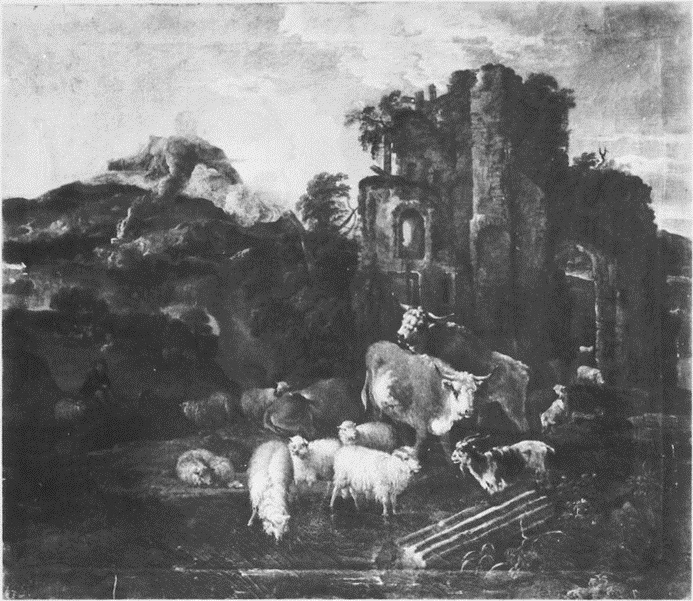
Berglandschap met dieren bij een ruïne

- Bibliothèque nationale de France: cb16767772x (data)
- Biografisch Portaal: 29074251
- Digitale Bibliotheek voor de Nederlandse Letteren: carr008
- International Standard Name Identifier: 0000 0004 3657 2756
- KulturNav: 07a2e03d-5ea6-4069-86a9-19d0bfd5d1bc
- RKD-Nederlands Instituut voor Kunstgeschiedenis: 15582
- Union List of Artist Names: 500007438
- Virtual International Authority File: 95726249